# أندرسون أوليفيرا (راكب الكنو)
أندرسون أوليفيرا هو راكب الكنو برازيلي، ولد في 10 يناير 1992 في Piraju ‏ في البرازيل.

## وصلات خارجية
- أندرسون أوليفيرا على موقع أوليمبيديا (الإنجليزية)
- أندرسون أوليفيرا على موقع اللجنة الأولمبية البرازيلية (البرتغالية)